# Journal de Genève
Journal de Genève var en franskspråkig schweizisk tidning grundad i Genève och utgiven 1826–1998.
Tidningen tilldrog sig efter Nationernas förbunds bildande stor uppmärksamhet för sina artiklar i internationella frågor. Dess främste medarbetare var under en följd av år William Martin.